# Horkos
Horkos ou Orkos (du grec Ὅρκος, "serment") est, dans la mythologie grecque, le fils de la déesse de la discorde Éris. Il personnifie le malheur qui s'abat sur celui qui commet un parjure. Son équivalent chez les romains est Jusjurandum.

## Famille

### D'après Hésiode
Dans la Théogonie d'Hésiode, ce dernier mentionne sa mère, Éris (la Discorde), et ses frères et sœurs: Ponos (le labeur), Léthé (l'Oubli), Limos (la Famine), les Algos (La Douleur), les Hysminai (Batailles), les Makhai (Batailles), les Phonoi (Meurtres), les Androktasiai (les massacres), les Neikea (Querelles), les Pseudea (Mensonges), les Logoi (Histoires), les Amphillogiai (les Conflits), Até (la Ruine), et Dysnomie (l'Anarchie).

### D'après Hygin
Dans la préface de ses Fables, Hygin écrit qu'Horcus/Jusjurandum était la progéniture des divinités primordiales Aether et Gaïa.

## Mythologie
Dans son ouvrage Les Travaux et les Jours, Hésiode déclare que les Érinyes (ou Furies) assistèrent comme sages-femmes à la naissance de Horkos « qu'Éris enfanta pour être un fléau pour ceux qui prêtent un faux serment », et que le cinquième jour de chaque mois était particulièrement dangereux car étant le jour où il est né. Cependant, selon la morale donnée dans une parabole éthique relatée par Ésope, il n'y a pas de jour fixe où la punition du dieu tombe sur les méchants.
La fable d’Ésope concerne un homme qui avait pris un dépôt d'un ami et, lorsqu'on lui a demandé de prêter serment à ce sujet, quitta la ville à la hâte. Un boiteux qu'il rencontre dit à son compagnon de voyage qu'il était Horkos en route pour traquer les méchants. L'homme demande à Horkos à quelle fréquence il revenait dans la ville qu'ils quittaient. « Je reviens après quarante ans, ou parfois trente », répondit Horkos. Se croyant hors de danger, l'homme revient le lendemain matin et jure qu'il n'avait jamais reçu la caution. Presque immédiatement, Horkos arrive pour exécuter le parjure en le jetant d'une falaise. En protestant, l'homme demande pourquoi le dieu avait dit qu'il ne reviendrait pas pendant des années alors qu'en fait il n'a même pas accordé un sursis d'un jour. Horkos répond alors : « Sachez aussi que si quelqu'un a l'intention de me provoquer, j'ai l'habitude de revenir le jour même ».

## Culture populaire
- Orkos apparait en tant qu'allié dans le jeu God of War: Ascension.